# Douvres
Pour les articles homonymes, voir Douvres (homonymie) et Dover.
Douvres (en anglais : Dover) est une ville côtière et portuaire du comté du Kent, dans le Sud-Est de l'Angleterre.
Elle est située au bord de la Manche, à 35 km des côtes françaises et du cap Gris-Nez. C'est donc la ville du Royaume-Uni la plus proche de la France.
Cette situation en fait le port de transit principal entre les deux rives de la Manche, notamment vers les ports de Calais et de Dunkerque. Plus de 18 millions de passagers y transitent annuellement.
Un projet d'extension du port est à l'étude, afin d’améliorer l’organisation générale de la chaîne de contrôles frontaliers. Le port de Calais, quant à lui, a fait l’objet d’une extension terminée fin 2021. Douvres était aussi un site militaire important lors de la bataille d'Angleterre pendant la Seconde Guerre mondiale.

## Histoire

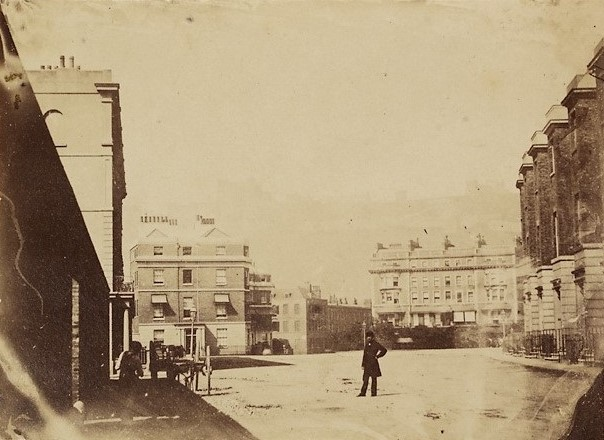
Rue de Douvres aux alentours de 1860.

Douvres est un port important depuis des millénaires. Les Romains sont les premiers à mentionner l'existence de la cité, nommée Dubris, dont le nom est celui de la rivière qui la traverse (rivière Dour). La ville était le point de départ de la voie romaine connue sous le nom de Watling Street, vers Londres et Wroxeter. On pense que le site était occupé bien avant la période romaine.
Les Romains construisirent un phare en 43, actuellement conservé sur quatre étages dans l'enceinte du château. C'est l'un des tout premiers bâtiments construits par les Romains en Grande-Bretagne. Il est bâti en vue de la Tour d'Ordre à Boulogne-sur-Mer.
La Maison-Dieu, fondée en 1203 par Hubert de Burgh, témoigne de la Conquête normande de l'Angleterre.
Le 26 mai 1670, Charles II d'Angleterre et Louis XIV y signent un traité secret qui fait cesser les hostilités entre leurs royaumes.
Au début du vingtième siècle la ville de Douvres et son port prennent de l'importance dans l'objectif de défendre le Royaume-Uni et la Manche durant les deux guerres mondiales.

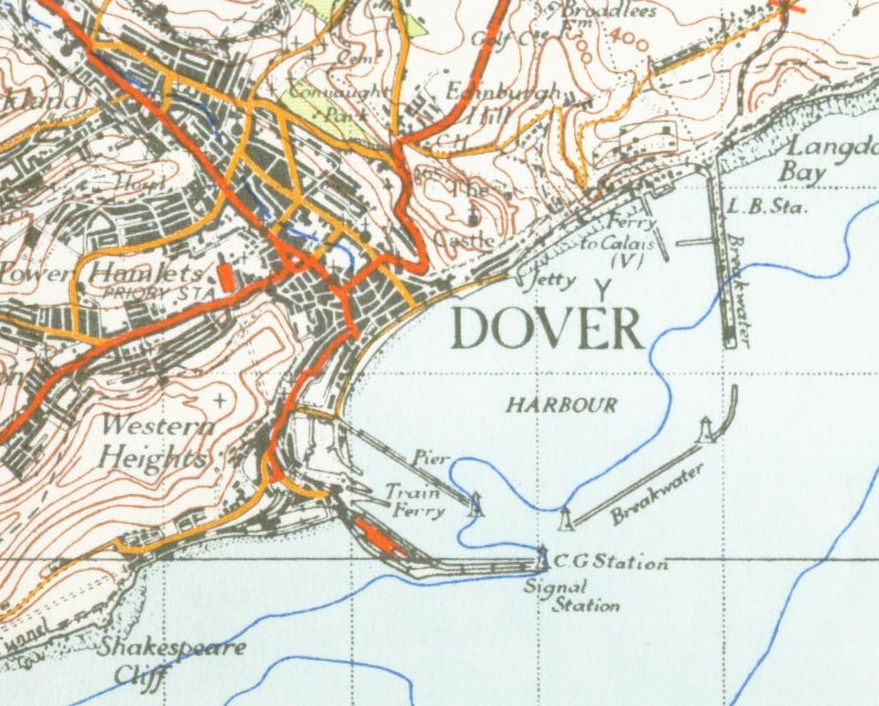
Plan du port de Douvres en 1945.

Durant la Première Guerre mondiale, la ville accueille la Dover Patrol qui est connu pour son implication dans le raid sur Zeebruges qui a eu lieu le 22 avril 1918.
La ville fut sévèrement endommagée au cours de la Seconde Guerre mondiale. Le port à aussi servi de base à l'organisation de l'évacuation de Dunkerque.
Plusieurs constructions ont lieu à Douvres au début de la Seconde Guerre mondiale dans le cadre de l'organisation défensive du Royaume-Uni pendant la Seconde Guerre mondiale. L'objectif de ces défenses est d'empêcher une invasion de l'Allemagne nazie.

## Géographie
Douvres est situé dans le Sud-Est du Royaume-Uni et de l'Angleterre. C'est la ville du Royaume-Uni la plus proche de l'Europe continentale avec une distance de seulement 30.3 km avec le cap Gris-Nez.

## Démographie
Selon le recensement de 2001, la ville de Douvres possède 28 156 habitants tandis que son aire urbaine en possède 39 078.

## Patrimoine bâti
- Château de Douvres.

Les premiers aménagements de cette place forte remonteraient à l'âge du Bronze et les derniers tunnels ont été construits à
partir de mai 1940 pour abriter un hôpital et les quartiers généraux de trois services.
- Église St Mary St Mary's Church, Dover (en).
- Église St James St James' Church, Dover, une église romane construite au XIe siècle, rénovée au XIXe siècle puis gravement endommagée pendant la Première et la Seconde Guerre mondiale. Mentionnée dans le Domesday Book, l'église servit comme tribunal officiel des Barons des Cinque Ports. Ses ruines, contigües au White Horse Pub, peuvent toujours se visiter.
- La Maison-Dieu, ancien hôpital médiéval puis hôtel de ville[3].
- La maison romaine peinte (Roman Painted House Museum).
- Banksy a laissé en mai 2017 une peinture monumentale illustrant le Brexit sur une façade aveugle. Elle est menacée de démolition[4].
- Mémorial pour Louis Blériot à l'endroit où son avion s'est posé lors de son atterrissage après la première traversée de la Manche réalisé le 25 juillet 1909.

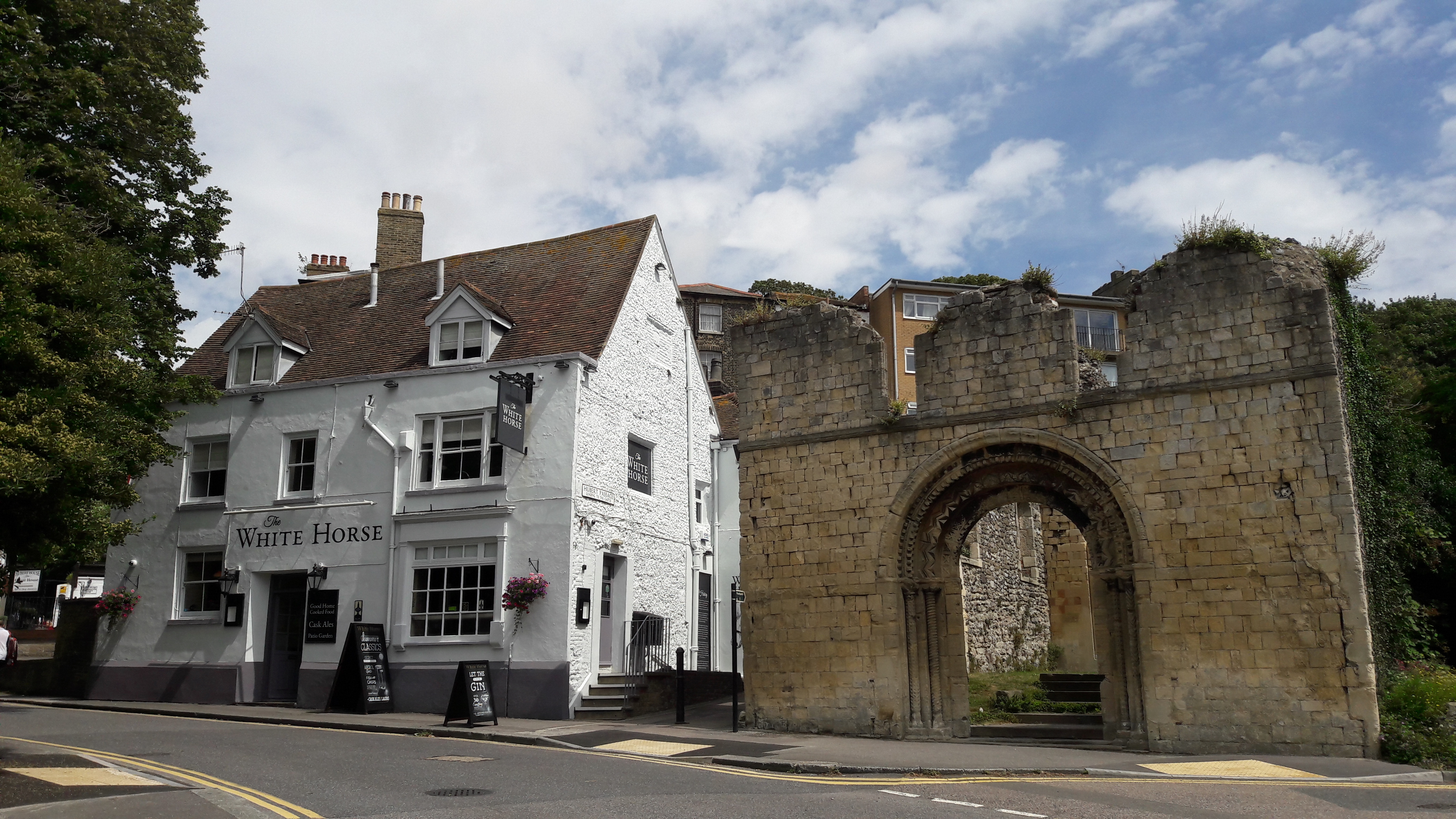
L'église St James et le White Horse Pub.
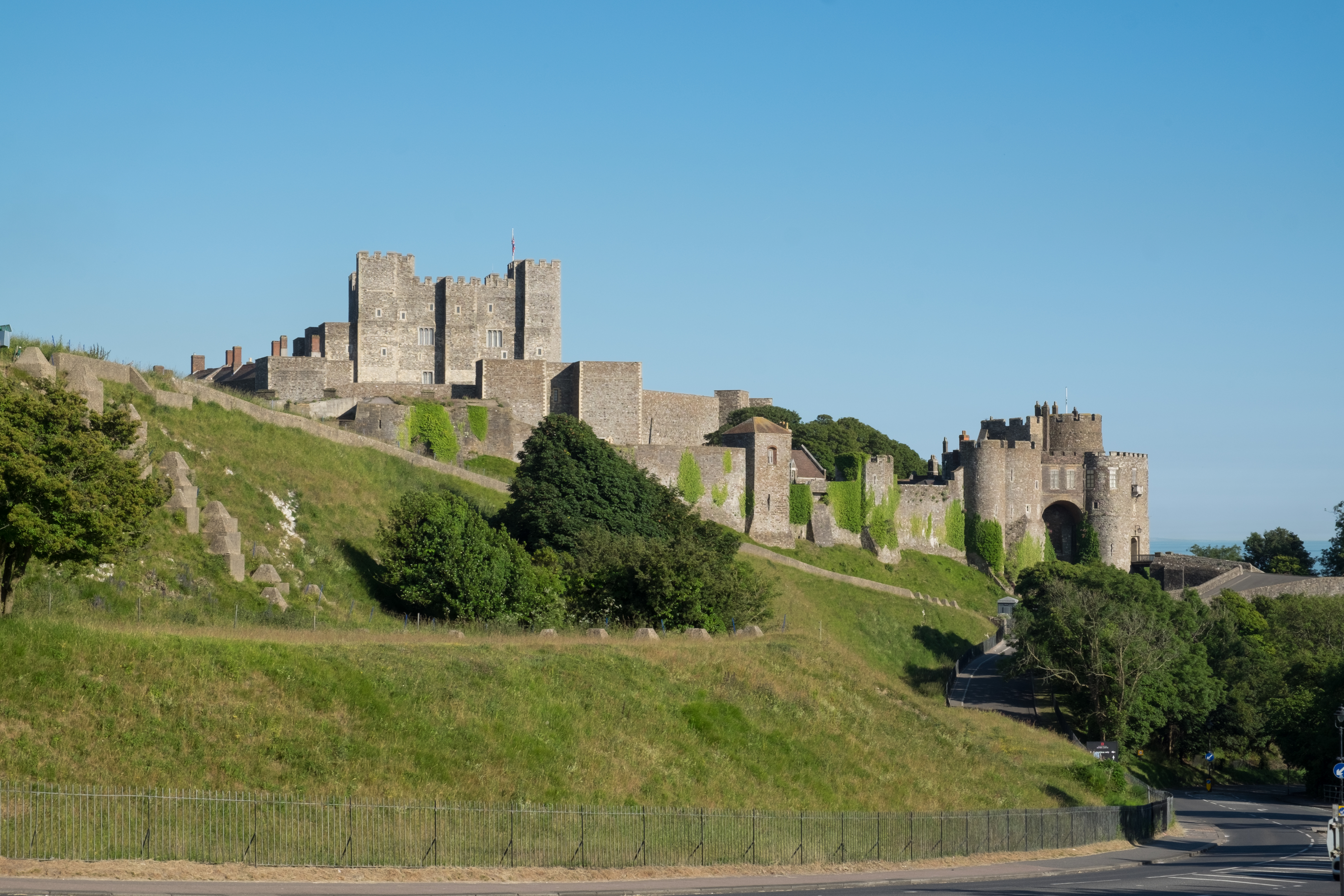
Le château de Douvres vu depuis le nord.
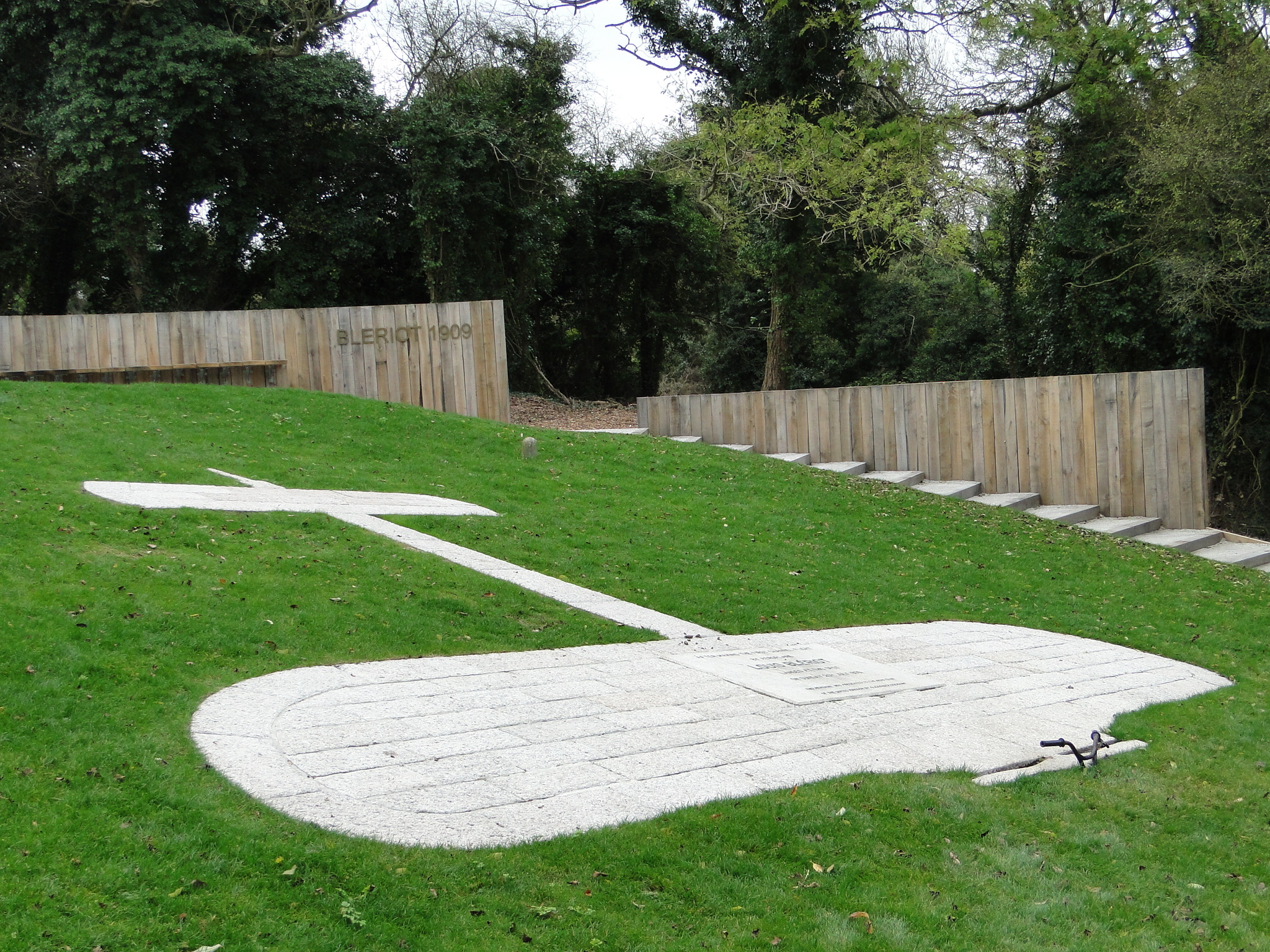
Le mémorial Blériot sur le site de son atterrissage.

## Économie
Du fait de sa proximité avec l'Europe continentale, le port est l'un des plus actifs du Royaume-Uni, notamment pour le trafic passager avec des millions de personnes utilisant les ferrys chaque année.
L'ouverture du tunnel sous la Manche avait fait craindre une disparition du port. Après une phase d'ajustement, les différents opérateurs maritimes ont réussi à conserver leur activité.

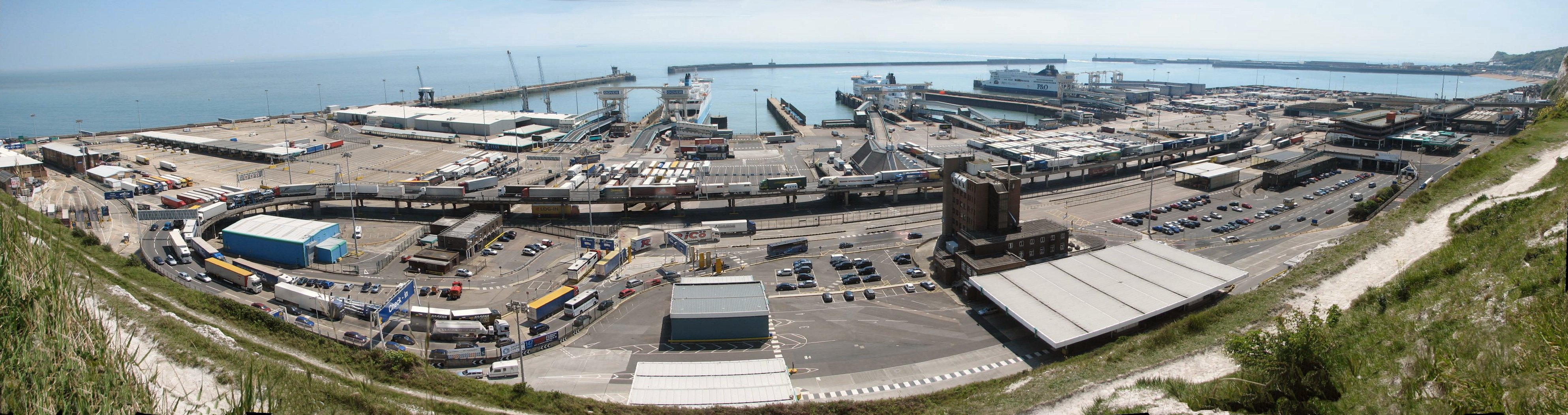
Vue panoramique sur le port du haut des falaises.

## Tourisme
Douvres est célèbre pour ses falaises de craie blanches, désignées par l'expression traditionnelle « Falaises blanches de Douvres » . On peut randonner librement sur les falaises, qui sont possédées par le National Trust.

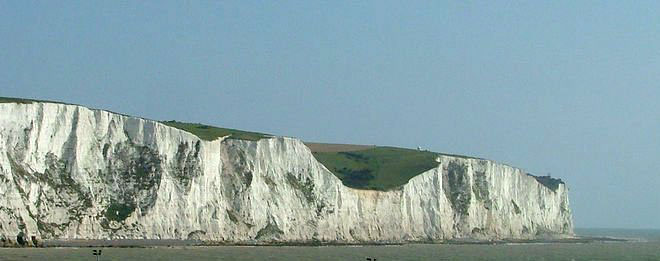
White Cliffs

Les hautes falaises blanches de Douvres ont valu à la Grande-Bretagne le nom d'Albion.

## Sport
Douvres possède un club de football le Dover AFC. Le club dispute en 2021 la National League, la cinquième division anglaise. Ce club joue au Crabble Athletic Ground un stade de football situé dans le village de River situé au nord du centre historique de Douvres.
La ville sert aussi de point de départ ou de point d'arrivée à la traversée de la Manche à la nage.

## Jumelage
- Calais (France)
- Split (Croatie)
- Huber Heights, Ohio (États-Unis)

## Dans la culture populaire
L'intrigue du téléfilm britannique Les Pendules, adapté du roman éponyme d'Agatha Christie et mettant en scène Hercule Poirot, se déroule à Douvres. Des scènes importantes sont notamment tournées au château de Douvres et dans la baie voisine de St Margaret.

## Personnalités liées à la commune
- Charles Emilius Gold (1809-1871), officier et peintre, y est mort.
- Eddie Ayres (1967-), animateur de radio australo-britannique et professeur de musique.

### Le câble
Douvres est le point d'arrivée du câble, permettant d'envoyer de l'argent depuis New-York (US).